# سيلفي فوشو
سيلفي فوشو (بالفرنسية: Sylvie Faucheux)‏ (ولدت في 29 مايو 1960 في باريس)  بروفيسور فرنسية، متخصصة في اقتصاد الموارد الطبيعية والتنمية المستدامة.
الرئيس السابق لجامعة فيرساي سان كونتان أن إيفيلين منذ عام 2002 حتى 12 أبريل 2012، تشغل الآن منصب رئيس جامعة معهد الدراسات العليا في(INSEEC).

## السيرة الذاتية
درست سيلفي فوشو في جامعة باريس 1 - بانتيون سوربون وتخرجت منها عام 1990 بعد أن دافعت عن أطروحة الدكتوراه في اقتصاد البيئة والموارد الطبيعية.

### السيرة المهنية
عملت الشابّة سيلفي منذ تخرجها بصفة محاضر جامعي في جامعة باريس 1 - بانتيون سوربون عام 1991، وبعد عدة أشهر، ترقت لتصبح أستاذ في جامعة مان [الإنجليزية] في فرنسا ، ومن ثمَّ تعينت عام 1994 بصفة  بروفيسور (أستاذ جامعي) في جامعة فيرساي سان كونتان أن إيفيلينوهو ذات المنصب الذي تشغله إلى الآن.
أنشأت البروفيسور فوشو وأدارت مركز الاقتصاد والأخلاق البيئيّة و التنمية المستدامة منذ عام 1995، فيما أصبح عام 2002 وحدة بحوث مشتركة بين معهد بحوث التنمية و...

### النشاط السياسي
كانت سيلفي فوشو السبب وراء استحداث شراكة فونداتيرا (المعهد الأوروبي للتنمية المستدامة). كما ترأست الرابطة الأوروبية للاقتصاد البيئي منذ عام 1994 حتى 1998، قبل أن تصبح عضوًا في مجلس إدارة الجمعية الدولية للاقتصاد البيئي.
أصبحت عضواً في المنتدى الاستشاري الأوروبي المعني في البيئة و التنمية المستدامة التابع لرئاسة الاتحاد الأوروبي خلال الأعوام (1994 - 2001)، فيما تولت مسؤولية الفئة العاملة لفرنسا في مجال حماية المناخ، بالإضافة لنشاطاتها العلمية، انتخبت فوشو عن المنطقة الأولى لإقليم الإيفلين الحزب الاشتراكي الفرنسي لتصبح عضواً في البرلمان الفرنسي في يونيو عام 2007.

### رئاسة جامعة فرساي
سميت سيلفي فوشو رئيساً لجامعة فيرساي سان كونتان أن إيفيلين في ديسمبر عام 2002، كما تم إعادة تسميتها لذات المنصب في عام 2008 حتى 12 أبريل عام 2012 وقد خلفتها جاين لوك فايسير [الإنجليزية]، بالإضافة لعملها الأساسي، فإن فوشو عضو في مجلس الأبحاث والتعليم العالي في فرسا منذ عام 2002 والمسؤولة ضمناُ عن مجموعة عمل التنمية المستدامة.
كما أن فوشو عضو المجلس العلمي المعهد القومي لبحوث العلوم والتكنولوجيا للبيئة والزراعة [الإنجليزية] منذ عام 2001.

## الجوائز
ترقت فوشو لرتبة فارس وسام السعفات الأكاديمية في 14 يوليو 2004، وهي عضو في لجنة وسام الاستحقاق الوطني الفرنسي (وفق مراسيم 14 نوفمبر 2005) )، ونالت فوشو رتبة فارس وسام جوقة الشرف، و حصلت على جائزة  ماريان الذهبية [الفرنسية] عام 2009  لأعمالها في مجال التنمية المستدامة.